# 東日製作所
株式会社東日製作所（TOHNICHI CO.,LTD.）は、東京都大田区に本社を置くトルク機器専業メーカーである。

## 製品
- トルクレンチ
- トルクドライバー
- 動力式ハンドトルクツール
- テスタ／チェッカ
- トルク計
- 力量計

## 沿革
- 1949年 - 設立
- 1951年 - トルクレンチの試作に成功
- 1969年 - 筑波工場開設
- 1974年 - 甲府工場開設
- 1978年 - 子会社、東日エアトルク販売株式会社設立
- 1980年 - 子会社、東日ヨーロッパ設立
- 1984年 - 子会社、東日アメリカ設立
- 2002年 - 子会社、東日上海設立